# Tinj
Tinj (deutsch: Thin) liegt in Norddalmatien in Kroatien.

## Geografie
Tinj ist etwa 10 Kilometer nordöstlich von der Stadt Biograd na Moru entfernt.

## Politik
Tinj liegt in der Gespanschaft Zadar. Der Verwaltungsbezirk ist Benkovac.

## Kirche
Die Kirche sv. Ivana Krstitelja ist in der Gradina, wo sich auch das Zentrum von Tinj befindet.